# Belfast International Airport
Luchthaven Belfast (Engels: Belfast International Airport) (IATA: BFS, ICAO: EGAA) is een luchthaven bij de Noord-Ierse hoofdstad Belfast. Het heeft de code BFS. De luchthaven ligt ongeveer 20 km ten noordwesten van Belfast en wordt ook wel Aldergrove genoemd, naar het nabijgelegen dorp Aldergrove. Belfast International Airport deelt zijn landingsbanen met de militaire luchtbasis RAF Aldergrove; de rest van de infrastructuur is gescheiden.
Het is de tweede drukste luchthaven op Ierland, na het Ierse Dublin Airport, en de drukste in de provincie Ulster. Het is de grootste van twee luchthavens nabij Belfast; de kleinere is George Best Belfast City Airport. 